# Āqcheh Gonbad
Āqcheh Gonbad (persiska: آغچِه گُنبَد, آقچِه كَند, اَغچِه گُنبَد, آقچه گنبد, آقجَكومبِز, Āghcheh Gonbad) är en ort i Iran.   Den ligger i provinsen Zanjan, i den nordvästra delen av landet, 290 km väster om huvudstaden Teheran. Āqcheh Gonbad ligger 1 588 meter över havet och antalet invånare är 449.
Terrängen runt Āqcheh Gonbad är platt åt nordost, men åt sydväst är den kuperad. Āqcheh Gonbad ligger nere i en dal. Runt Āqcheh Gonbad är det ganska glesbefolkat, med 34 invånare per kvadratkilometer. Närmaste större samhälle är Garm Āb, 6,1 km norr om Āqcheh Gonbad. Trakten runt Āqcheh Gonbad består i huvudsak av gräsmarker.